# Andrija Kaluđerović (ur. 1993)
Andrija Kaluđerović (czarn. cyr. Андрија Калуђеровић, ur. 29 października 1993 w Cetynii) – czarnogórski piłkarz występujący na pozycji defensywnego pomocnika w czarnogórskim klubie Mornar Bar. Były młodzieżowy reprezentant Czarnogóry w latach 2011–2013.

## Sukcesy

### Klubowe
Rudar Pljevlja
- Zdobywca Pucharu Czarnogóry: 2015/2016

Mladost Podgorica
- Zdobywca Pucharu Czarnogóry: 2017/2018